# Pięciobój nowoczesny na Światowych Wojskowych Igrzyskach Sportowych 2011
Pięciobój nowoczesny na Światowych Wojskowych Igrzyskach Sportowych 2011 rozgrywany był pomiędzy 21 a 23 lipca 2011 w brazylijskim Rio de Janeiro podczas igrzysk wojskowych. Zawody zostały przeprowadzone na obiektach w Centro Nacional de Pentatlo Moderno Coronel Eric Tinoco Marques. Polska reprezentacja zdobyła dwa medale; srebrny i brązowy.
Zawody były równocześnie traktowane jako 42 Wojskowe Mistrzostwa Świata w pięcioboju nowoczesnym.

## Harmonogram
| Lipiec               | 15 | 16 | 17 | 18 | 19 | 20 | 21 | 22 | 23 | 24 |
| -------------------- | -- | -- | -- | -- | -- | -- | -- | -- | -- | -- |
| Pięciobój nowoczesny |    |    |    |    |    |    | 2  | 2  | 1  |    |

|  | Dzień zawodów | F | Finał (ilość) |

## Konkurencje
- Kobiety – indywidualnie, drużynowo
- Mężczyźni – indywidualnie, drużynowo
- Mikst – zawody mieszane

W skład pięcioboju nowoczesnego wchodzą:
- szermierka szpadą
- pływanie (200 m stylem dowolnym)
- jazda konna (skoki przez przeszkody)
- bieg przełajowy (3 km) ze strzelaniem (pistolet)

## Rezultaty

### Mężczyźni
| Konkurencja   | Złoto                          | Wynik pkt | Srebro                     | Wynik pkt | Brąz                                                                                      | Wynik pkt |
| indywidualnie | Kim Jin-hee · Korea Południowa | 5776      | Auro Franceschini · Włochy | 5776      | Emanuel Zapata · Argentyna                                                                | 5752      |
| drużynowo     | Korea Południowa ·             | 16 996    | Brazylia ·                 | 16 744    | Polska · Remigiusz Golis (12 m. indyw.) · Marcin Horbacz (19.) · Tomasz Chmielewski (22.) | 16 500    |

### Kobiety
| Konkurencja   | Złoto                     | Wynik pkt | Srebro                  | Wynik pkt | Brąz                     | Wynik pkt |
| indywidualnie | Iryna Chochłova · Ukraina | 5436      | Yane Marques · Brazylia | 5380      | Jeļena Rubļevska · Łotwa | 5288      |
| drużynowo     | Brazylia ·                | 15 484    | Ukraina ·               | 15 300    | Chiny ·                  | 14 604    |

### Mikst
| Konkurencja | Złoto                    | Wynik pkt | Srebro                   | Wynik pkt | Brąz       | Wynik pkt |
| drużynowo   | Łotwa · Jeļena Rubļevska | 5980      | Polska · Remigiusz Golis | 5938      | Brazylia · | 5932      |

## Klasyfikacja medalowa
* Gospodarz zawodów został zaznaczony tym kolorem, Polskę oznaczono tekstem pogrubionym.
| Miejsce           | Reprezentacja     | Złoto | Srebro | Brąz | Razem |
| ----------------- | ----------------- | ----- | ------ | ---- | ----- |
| 1                 | Korea Południowa  | 2     | 0      | 0    | 2     |
| 2                 | Brazylia *        | 1     | 2      | 0    | 3     |
| 3                 | Ukraina           | 1     | 1      | 0    | 2     |
| 4                 | Łotwa             | 1     | 0      | 1    | 2     |
| 6                 | Włochy            | 0     | 1      | 0    | 1     |
| 7                 | Chiny             | 0     | 0      | 2    | 2     |
| 8                 | Argentyna         | 0     | 0      | 1    | 1     |
| Ogółem (8 państw) | Ogółem (8 państw) | 5     | 5      | 5    | 15    |

Źródło: